# ロード・アメリカ
ロード・アメリカ (Road America) は、アメリカ合衆国ウィスコンシン州エルクハート・レイクに所在するサーキットである。1950年代からレースを開催し、現在はIMSA スポーツカー選手権、AMA スーパーバイク、NASCAR エクスフィニティ・シリーズ、インディカー・シリーズなどを開催している。

## 現在のコースと施設
ロード・アメリカはミルウォーキーとグリーンベイの間に位置する常設サーキットである。
コースは近くをケトル・モレーン・セニック・ドライブが通る、640エーカー (260ヘクタール) の面積を占め、1955年9月からレースを主催し、現在では年に400のイベントが開催される。毎年開催される主要なイベントとして、AMA スーパーバイク・シリーズを含む3つのモーターサイクル・イベント、3つのヴィンテージカー・イベント、SCCA主催のイベント、IMSA スポーツカー選手権、NASCAR エクスフィニティ・シリーズなどがある。
ロード・アメリカは開場当時のレイアウトを完全に維持している世界でも数少ないサーキットの一つである。コースは全長4.048マイル (6.515 km) であり、14のコーナーが存在する。多くの標高変化があり、ホームストレートでの速度は 200 mph (320 km/h) に達する。ターン11は「the kink」として知られる。ロードアメリカはオープン席により、観客は敷地内を自由に散策できる。

## 歴史
以前はエルクハートレイク・ロードレースサーキットとして、1952年まで村内にスタート/ゴールラインがあり、湖の周りを走るストリートサーキットとしてレースが開催されていた。
その後クローズドサーキットの建設が1955年4月に開始され、同年9月10日オープンした。最初のレースは同週末のスポーツカークラブ・オブ・アメリカ (SCCA)のレースだった。その後IMSA、チャンプカー・ワールド・シリーズ、インディカー・シリーズ、NASCAR エクスフィニティ・シリーズ、ロレックス・スポーツカー・シリーズ、Can-Am、トランザムシリーズ、AMAスーパーバイク選手権など、様々なシリーズが開催された。

## ギャラリー

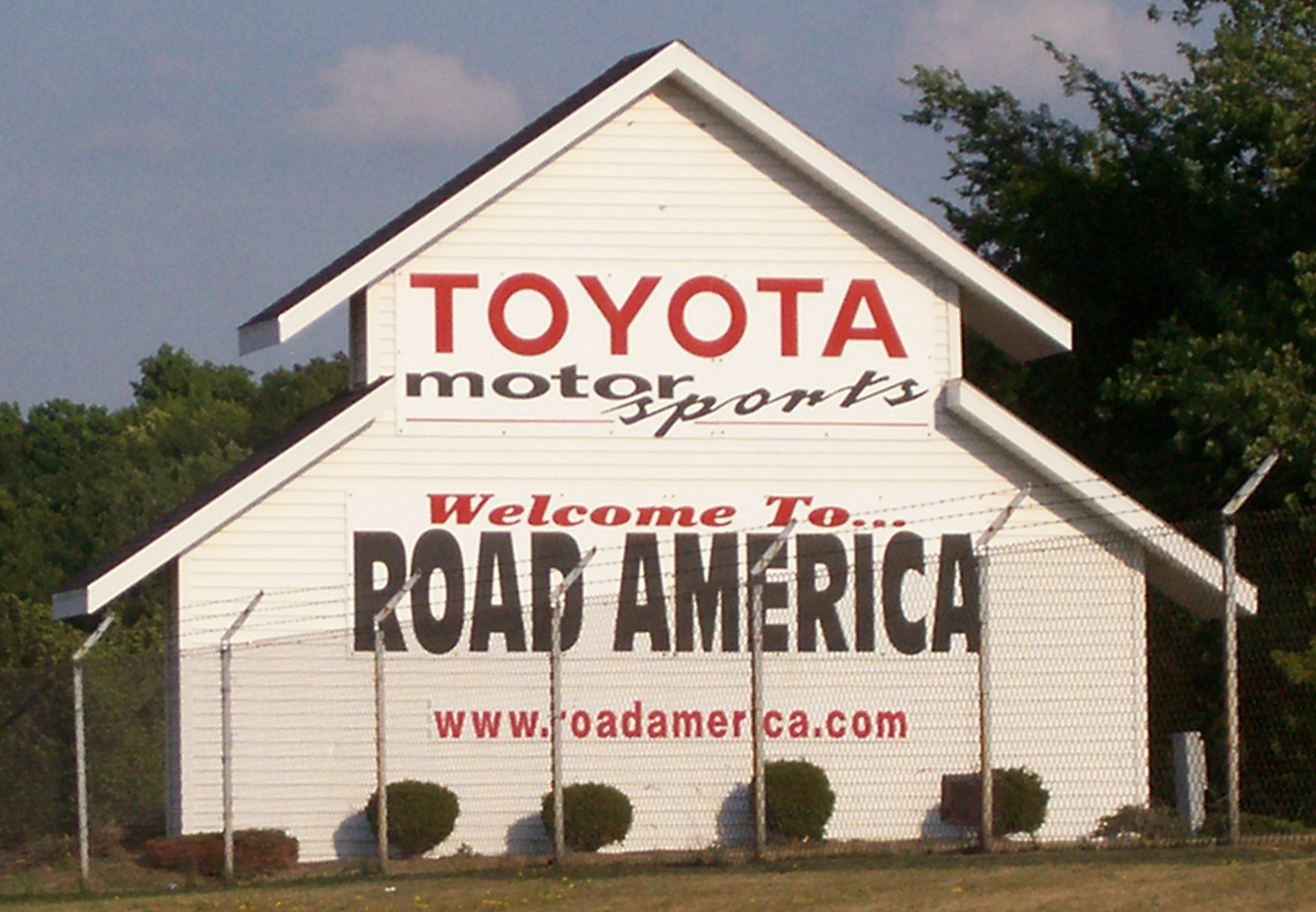
ウェルカムの表示
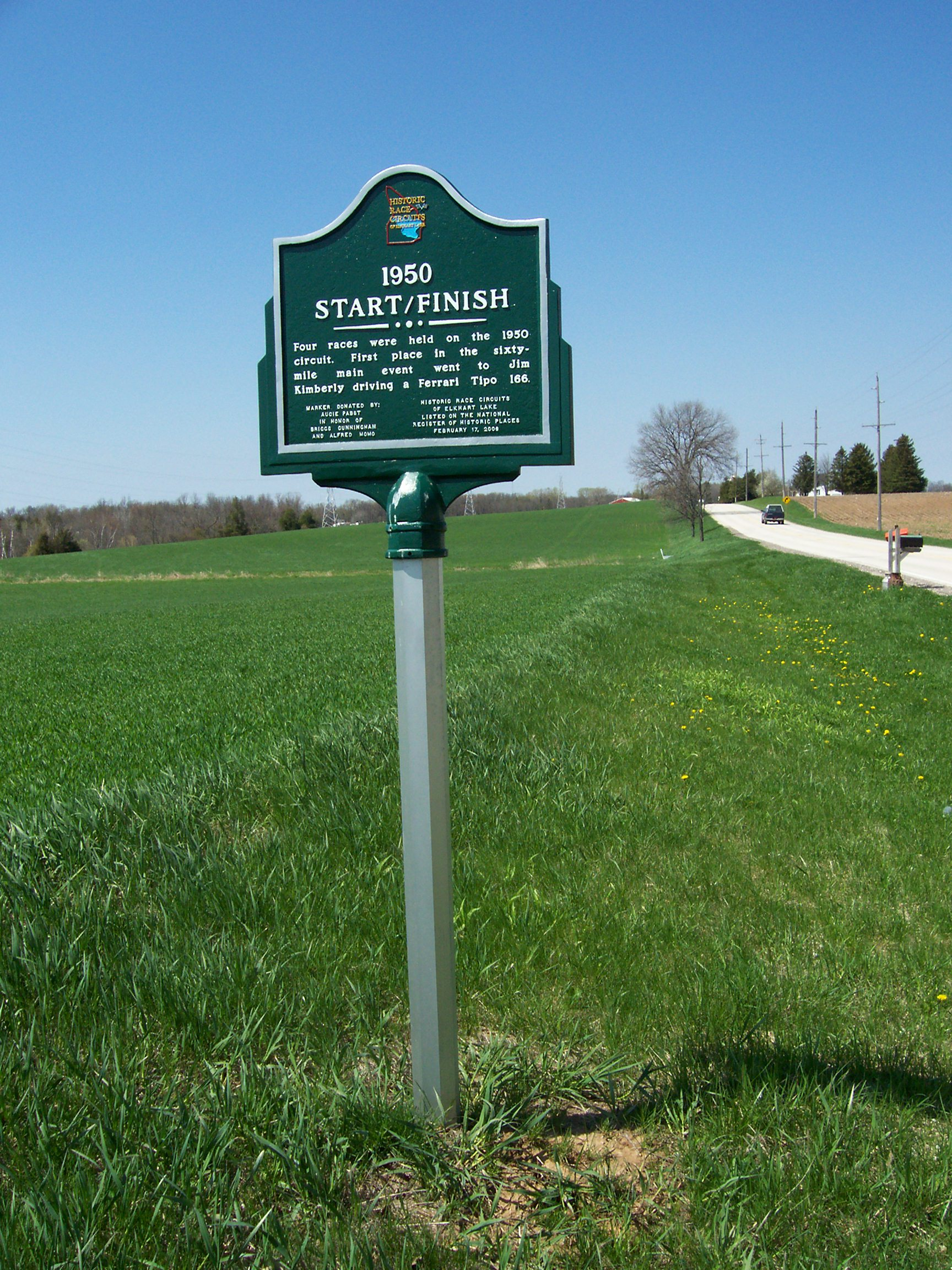
オリジナル・ロードコースのスタート／フィニッシュラインを示す標識
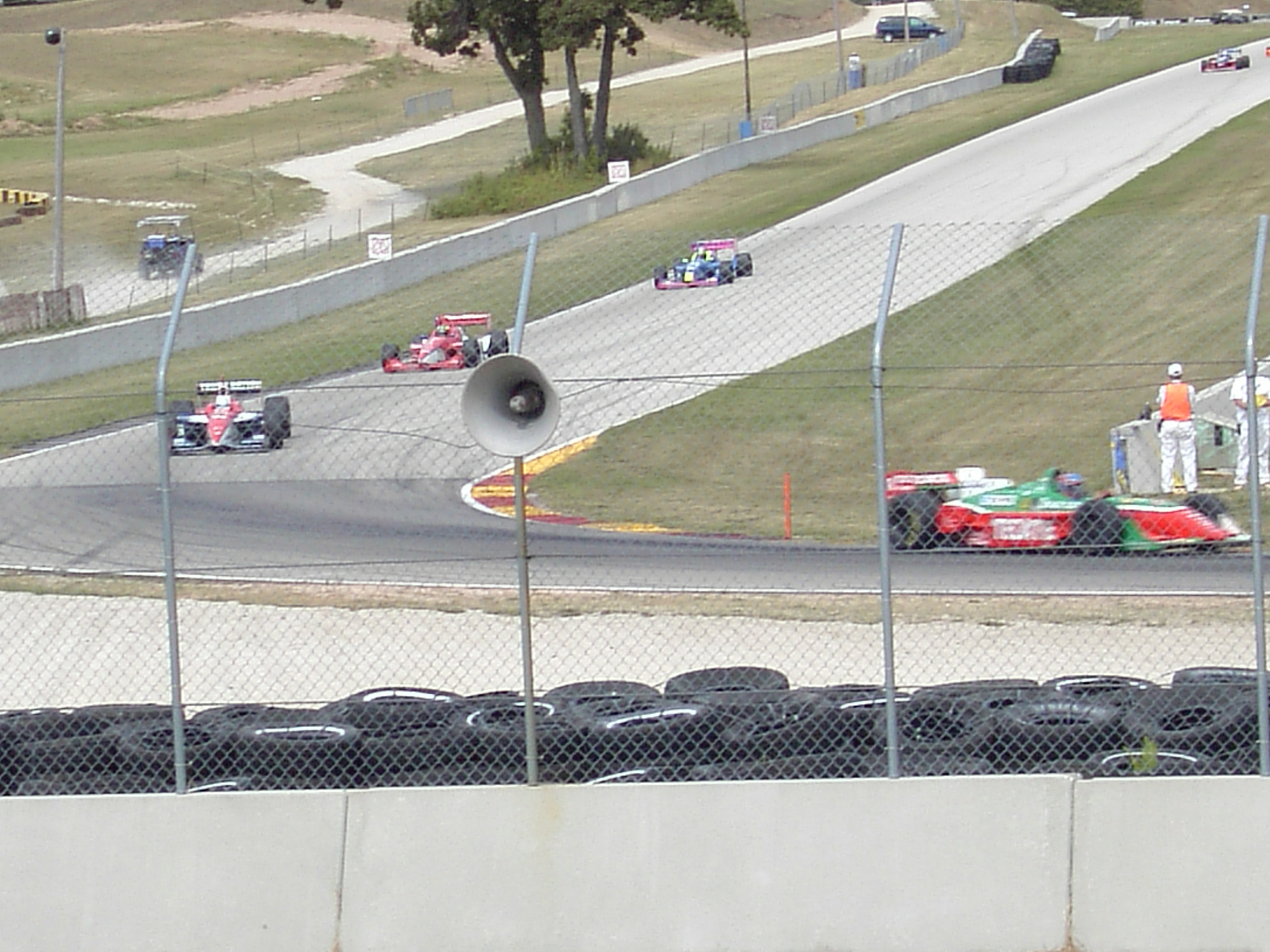
旧型のチャンプカーによるレース。コーラー・インターナショナル・チャレンジで
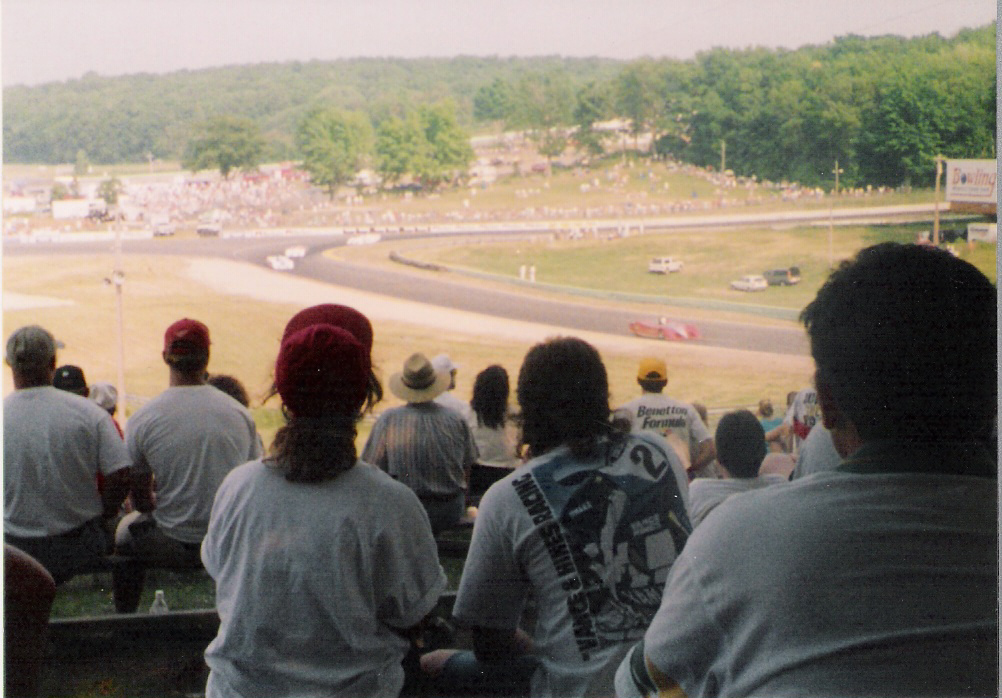
ターン5から観戦する観客、1995年のジューン・スプリンツで
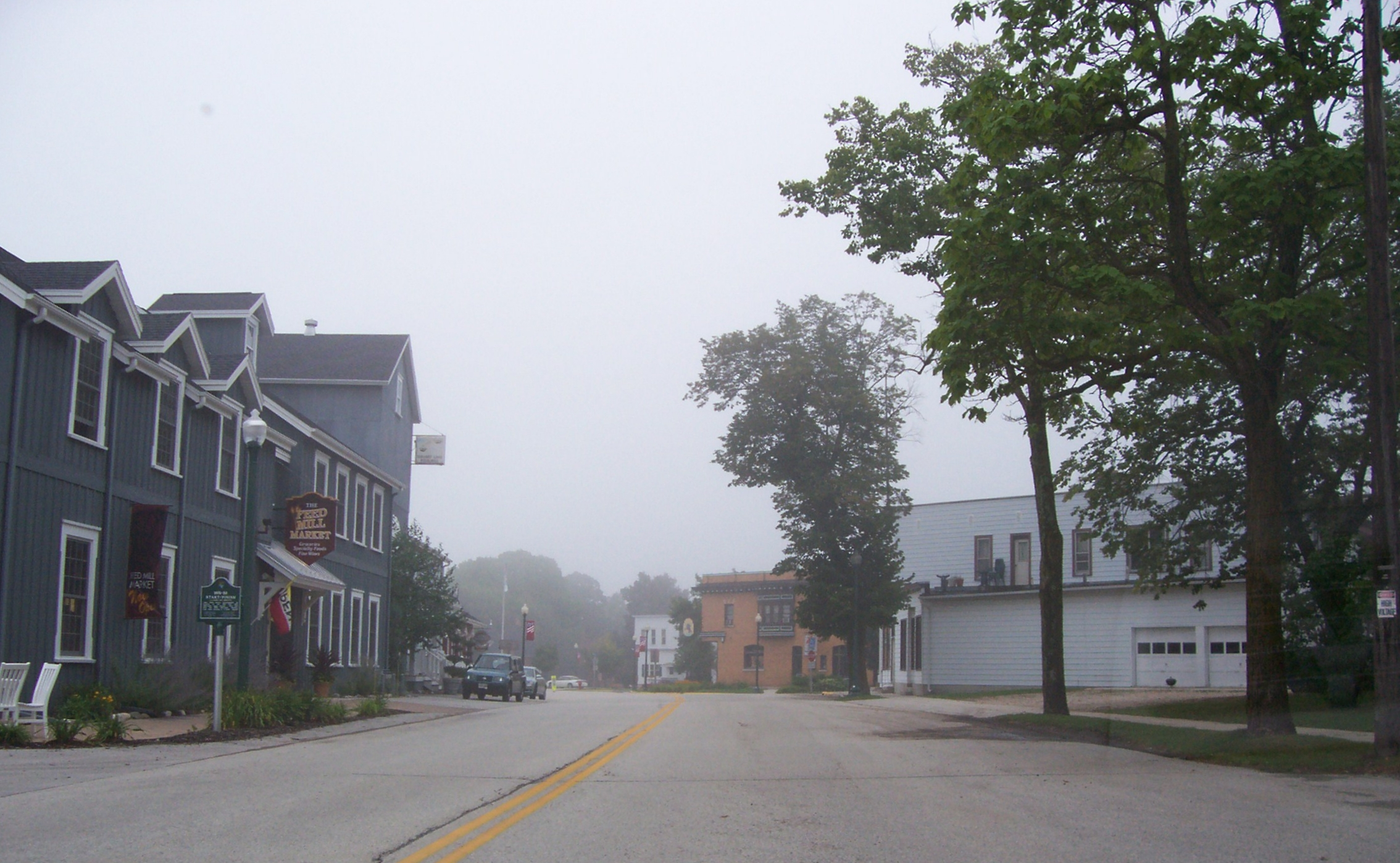
エルクハートレイクのダウンタウンにある、1951年、52年のストリートサーキット時代の、スタート・フィニッシュライン
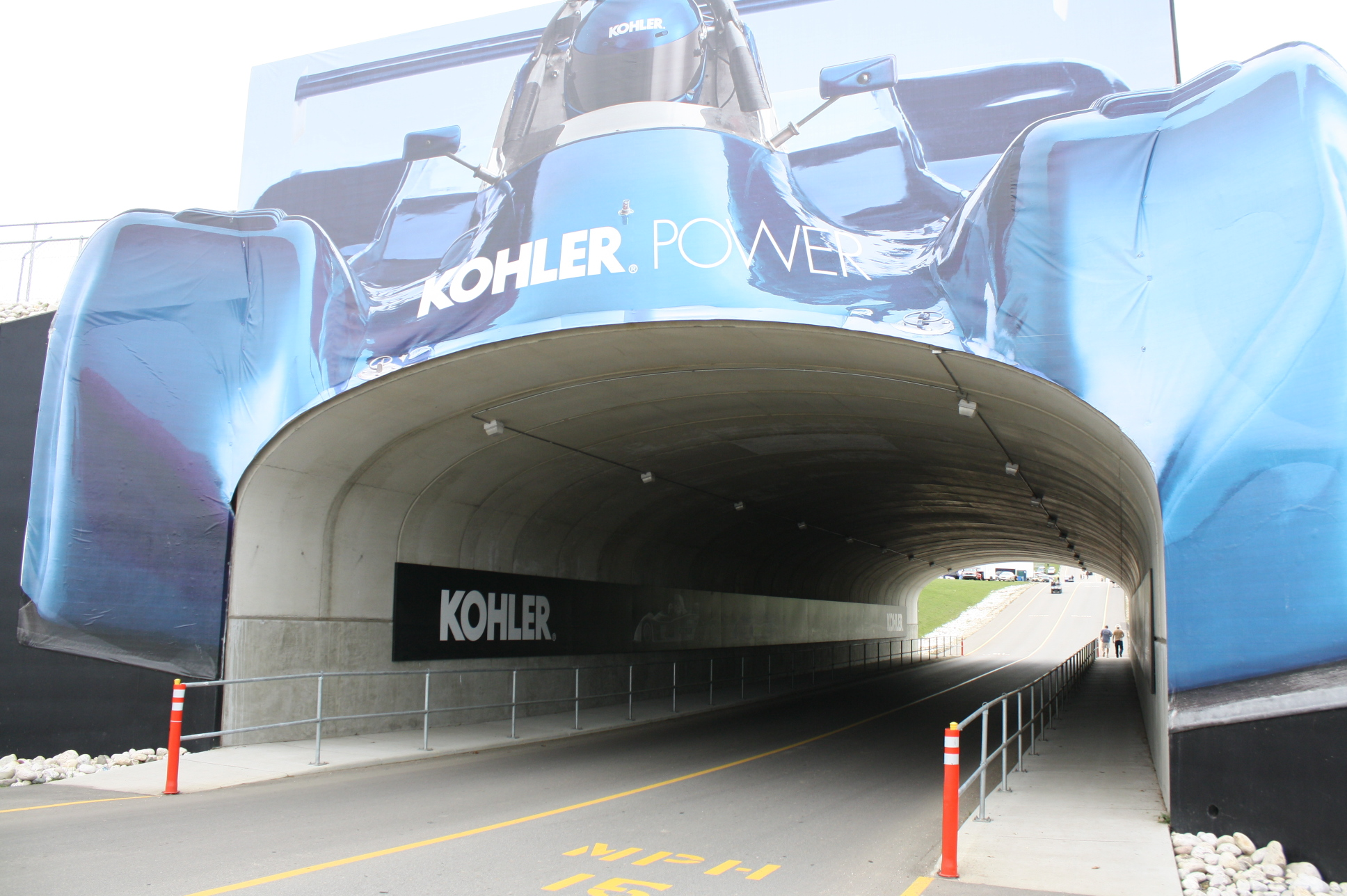
パドックエリアへのトンネル